# Hélène Girard
Pour le personnage de fiction, voir Hélène Girard (personnage).
Hélène Girard est une monteuse, réalisatrice et actrice québécoise.

## Filmographie

### Comme monteuse
- 1974 : Les Filles c'est pas pareil
- 1977 : La P'tite Violence
- 1977 : J.A. Martin photographe de Jean Beaudin
- 1980 : Fuir
- 1982 : J'avions 375 ans
- 1984 : Head Start: Meeting the Computer Challenge
- 1987 : Le Lys cassé
- 1987 : La Grenouille et la Baleine de Jean-Claude Lord
- 1987 : C'est pas parce qu'on est petit qu'on peut pas être grand (The Great Land of Small)
- 1987 : Basements (TV)
- 1990 : Pas de répit pour Mélanie de Jean Beaudry
- 1990 : La Championne (Campioana) de Elisabeta Bostan
- 1991 : Solo de Jean-Pierre Mocky
- 1991 : Nelligan de Robert Favreau
- 1992 : Tirelire, combines et cie de Jean Beaudry
- 1992 : Quand la vie se retire
- 1993 : Le Sexe des étoiles de Paule Baillargeon
- 1994 : Anchor Zone
- 1994 : Le Secret de Jérôme de Phil Comeau
- 1995 : Tendre guerre
- 1996 : Bandes-hommages 100 ans de cinéma
- 1997 : Chile, la memoria obstinada
- 1997 : Les Prédateurs (The Hunger) (série télévisée)
- 1998 : Amandine Malabul (série télévisée)
- 1998 : La Vieille Dame et les Pigeons de Sylvain Chomet
- 1999 : Les Hommes de main (The Collectors) (TV)
- 2000 : Les Muses orphelines de Robert Favreau
- 2001 : Karmen (Karmen Geï)
- 2006 : Un dimanche à Kigali de Robert Favreau
- 2007 : La Brunante de Fernand Dansereau
- 2009 : J'ai tué ma mère de Xavier Dolan

### Comme réalisatrice
- 1974 : Les Filles c'est pas pareil
- 1977 : La P'tite Violence
- 1980 : Fuir
- 1996 : Bandes-hommages 100 ans de cinéma

### Comme actrice
- 1988 : Onassis, l'homme le plus riche du monde (Onassis: The Richest Man in the World) (TV) : Cassas' Designer

## Distinctions

### Nominations
- 2001 :  Prix Génie du meilleur montage pour Les Muses orphelines
- 2001 :  Prix Jutra du meilleur montage pour Les Muses orphelines

## Homonyme
- Hélène Girard - enseignante de Qi Gong